# 阿利萨斯
阿利萨斯（法語：Alissas，法語發音：[alisas]）是法国阿尔代什省的一个市镇，属于普里瓦区。

## 地理
阿利萨斯（44°42'46"N, 4°37'50"E）面积12.43 平方千米，位于法国奥弗涅-罗讷-阿尔卑斯大区阿尔代什省，该省份为法国东南部内陆省份，北起顺时针与卢瓦尔省、伊泽尔省、德龙省、沃克吕兹省、加尔省、洛泽尔省和上盧瓦爾省接壤。
与阿利萨斯接壤的市镇（或旧市镇、城区）包括：绍梅拉克、库克斯、弗雷瑟内、普里瓦、罗什索沃。
阿利萨斯的时区为UTC+01:00、UTC+02:00（夏令时）。

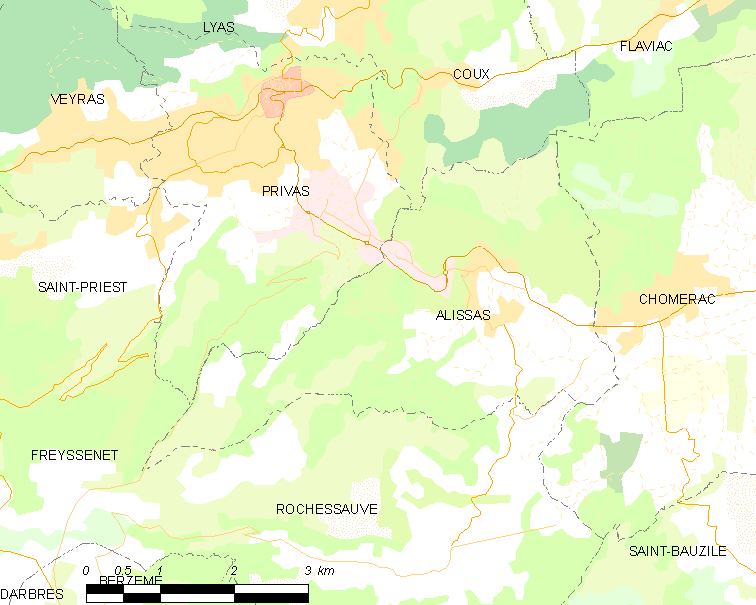
阿利萨斯的OSM定位图

## 行政
阿利萨斯的邮政编码为07210，INSEE市镇编码为07008。

## 政治
阿利萨斯所属的省级选区为普里瓦县。

## 人口

1962-2008年间阿利萨斯人口变化图示

阿利萨斯于2022年1月1日时的人口数量为1485人。